# Csizmazia Sándor

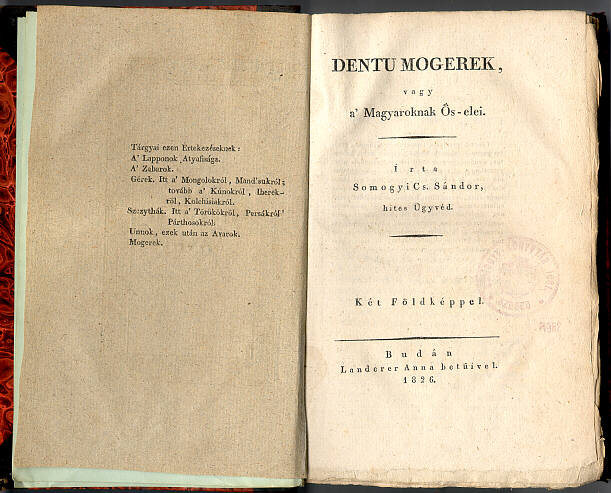
A Dentu Mogerek belső címlapja

Somogyi Csizmazia Sándor, más írásmódban Somogyi Cs. Sándor (Farkasd, 1772. november 4. – Pest, 1860. november 21.) ügyvéd, író, történész és színműfordító. Somogyi Károly esztergomi kanonok és szegedi könyvtáralapító édesapja.

## Élete
A Nyitra vármegyei Farkasdon született 1772. november 4-én, protestáns nemes családból. Ügyvéd, és a Podmaniczky báró család uradalmi tisztviselője volt. Felesége Kelemen Pest belvárosi főtanító és karmester Borbála nevű leánya, az első magyar színigazgató Kelemen László unokahuga volt. A nagy műveltségü nő Pichler Karolina munkáit magyarra fordítva, az irodalomtörténetben is emlékezetessé vált. Gyermekei közül Károly (1811-1888), egyházi író és szerkesztő, esztergomi kanonok lett.
Somogyi Csizmazia Sándor az uradalmi pénztár kirablása és súlyos betegeskedése következtében elveszítette állását, Pestre költözött és ekkor a Kulcsár-féle Hazai és Külföldi Tudósítások munkatársa, majd pedig szerkesztője lett.
Később Klobusiczky kalocsai érsek uradalmi számvevője lett és ekkor gyermekeivel együtt áttért a katolikus vallásra.
Pesten hunyt el, 1860. november 21-én.

## Nyomtatásban megjelent munkái
- Dentu Mogerek, vagy a’ Magyaroknak Ős-elei, Buda, 1826. Online
- Tudományos állapotunk, Pest, 1833.

Több cikket irt a korabeli lapokba, és lefordította August von Kotzebue A kisvárosiak című négyfelvonásos vígjátékát, amelyet 1807. február 7-én adtak először Pesten, azután is többször.